# باربرا اسلاوین
باربرا اسلاوین (متولد ۱۹۵۱) روزنامه‌نگار و کارشناس سیاست خارجی آمریکایی است. او خبرنگار المانیتور در واشینگتن و سرپرست ابتکار آینده ایران در مرکز آسیای جنوبی شورای آتلانتیک است. او نویسنده کتابی دربارهٔ روابط ایران و ایالات متحده است.

## اوایل زندگی
باربارا اسلاوین از دانشگاه هاروارد فارغ‌التحصیل شد و از آن مدرک لیسانس زبان و ادبیات روسی گرفت.

## حرفه
اسلاوین دبیر بررسی هفته در نیویورک تایمز و همچنین خبرنگار اکونومیست در قاهره، مصر و گزارشگر ارشد دیپلماتیک برای یواس‌ای تودی بود. علاوه بر این، او دستیار دبیر برای امنیت جهانی و ملی در واشینگتن تایمز بود. او همچنین برای Business Week , Newsday و Los Angeles Times نوشته است. او اکنون خبرنگار المانیتور در واشینگتن است.
اسلاوین از دانشوران مرکز بین‌المللی دانشوران وودرو ویلسون در ژوئن تا اوت ۲۰۰۶ بود. او همچنین عضو ارشد مؤسسه صلح ایالات متحده بود و در آنجا گزارشی با عنوان ملاها، پول و شبه نظامیان نوشت. او سرپرست ابتکار آینده ایران در شورای آتلانتیک است.
اسلاوین نویسنده کتاب دوستان کینه‌توز، دشمنان در آغوش هم: ایران، ایالات متحده و مسیر پرپیچ و خم رویارویی است. کتاب با توصیف محمود احمدی‌نژاد به عنوان نماینده «نسل جدید» مورد تحقیر نخبگان ایرانی آغاز می‌شود و سپس توضیحی در مورد نحوه دستکاری علی خامنه ای در حوزه‌های مختلف سیاسی مانند سپاه پاسداران، آخوندها، اصلاح طلبان و مخالفان می‌دهد. اسلاوین سپس نارضایتی نسل جوان متولد شده پس از انقلاب ایران را ارزیابی می‌کند و جنبه‌هایی از تضاد بین ایالات متحده و ایران را در رابطه با روابط آنها با جهان عرب تحلیل می‌کند. ال. کارل براون، استاد تاریخ در دانشگاه پرینستون، در یک بررسی برای فارن افرز، خاطرنشان می‌کند که اسلاوین سپاه پاسداران را به عنوان «بخش نظامی، بخشی مافیایی» توصیف می‌کند. در بررسی دیگری برای The Middle East Journal، جان لیمبرت، استاد روابط بین‌الملل در آکادمی نیروی دریایی ایالات متحده، خاطرنشان می‌کند که اسلاوین برای نشان دادن تحلیل‌های خود از «اشاره‌های کوچک اما آشکار» استفاده می‌کند.
اسلاوین در مقاله‌ای برای مؤسسه سیاست بین‌الملل لویی در ژانویه ۲۰۱۷، دونالد ترامپ، رئیس‌جمهور آمریکا را یک سیاستمدار پوپولیست تازه‌کار توصیف کرد که قولش برای «عظیم کردن دوباره آمریکا» مبتنی بر دیدگاهی عمیقاً بدبینانه از وضعیت موجود آمریکا و نظم جهانی است. " او افزود: «رئیس‌جمهور جدید ما چیزهای زیادی برای یادگیری دارد و ظرفیت محدودی برای تکامل نشان داده‌است.»

## آثار
- Slavin, Barbara (2007). Bitter Friends, Bosom Enemies: Iran, the US, and the Twisted Path to Confrontation. New York: St. Martin's Press. ISBN 978-0-312-36825-8. OCLC 493683087.
- Slavin, Barbara (2008). Mullahs, Money, and Militias: How Iran Exerts Its Influence in the Middle East. Washington, D.C.: United States Institute of Peace. OCLC 232159795.